# Gombosi Tamás
Gombosi Tamás (Budapest, 1947. január 19. –) amerikai magyar űrfizikus, egyetemi tanár, a Magyar Tudományos Akadémia külső tagja.

## Életpálya
1970-ben az Eötvös Loránd Tudományegyetemen (ELTE) szerzett fizikusi diplomát. Elhelyezkedési nehézségeknek köszönhetően lett Magyarország első űrfizikusa. Űrfizikusi pályafutását Somogyi Antal irányítása alatt kezdte. Sokat tanult a kozmikus sugárzás és a statisztikai adatfeldolgozás területeiről.
1971 tavaszán filmcsillagként kezdte űrfizikusi karrierjét. Csillagokat keresett a végtelenül hosszú 35 milliméteres filmtekercseken. A szovjet űrkutatás hőskorában az űrszondák analóg telemetriával működtek és a telemetriai jeleket folyamatos vonalként írták filmszalagra. Egy-egy filmszalag mintegy 6 órányi mérési adatot tartalmazott. Amikor az Interkozmosz program megindult, néhány berendezés digitális formában produkált adatokat, ezeket az adatokat azonban 0 és 6 volt (V) közötti analóg jelként továbbították az űrszondáról a földi vevőállomásra. Elvileg egy 0 voltos jel felelt meg 0-nak, 0,75 voltos jel felelt meg 1-nek, és így tovább. A film időnként szinte a felismerhetetlenségig zajos volt (tele volt csillagokkal), ezen kívül úgy a nullszint, mint a feszültséglépcső állandóan mászkált. A telemetriai jelek mérési eredményekké való visszaállítása szinte reménytelen feladat volt. Első "fizikusi" feladata lett az Interkozmosz–3 műhold energikus részecskedetektor adatainak rekonstruálása. A műszert csehszlovák tudósok készítették. Egy statisztikai módszer kidolgozásával sikerült megoldania a kapott feladatot.
Következő feladata az űrszonda pályaszámítása volt. A szovjet űrkutatási Intézet (IKI) ebben az időben gyakorlatilag nem rendelkezett számítógépekkel (egy öreg Ural-2 volt a legnagyobb gépük) és a szovjetek komoly nyomást fejtettek ki az Interkozmoszban részt vevő országokra, hogy azok vegyék át az Interkozmosz holdak pályaszámítását. lengyel, csehszlovák és NDK-beli kollégáknak kellett egy olyan használható pályaszámító programot összeállítani, amely nemcsak a szonda helyzetét számítja ki, hanem a geomágneses teret és koordinátákat is megadja.
Szakmai felkészültségét elismerve Pavel E. Elyaszberg közbenjárására – a polgári űrkutatás adatfeldolgozási és pályaszámítási egységét vezette – a magyarokat is bevonták az adatfeldolgozásba. A megegyezés szerint a magyar fél végezte az összes műszer mérési adatainak rekonstruálását a telemetriai adatokból, amiért cserében részt vehettek az adatok fizikai értelmezésében.
Konstantin I. Gringauz a szovjet űrkutatás egyik nagyra értékelt úttörője meghívta munkacsapatába. 1975 novemberében egyetlen külföldiként Moszkvába került, az Űrkutatási Intézet (IKI) munkatársa lett. Fő feladata a Venyera–9 és Venyera–10 plazmaadatainak értékelése volt. A Venera orbiterek segítségével sok új jelenséget felfedeztek és néhány új elméleti modellt is kidolgoztak a megfigyelések értelmezésére. 1976-1977 között amerikai kollégák fokozott érdeklődést tanúsítottak a szovjet Venera eredmények iránt. Kétévenként megrendezésre kerülő IAGA (International Association of Geomagnetism and Aeronomy) konferencián Seattleben, Gringauz professzor felkérésére megtartotta a Vénusz éjszakai ionoszférája előadást. A IAGA konferencia után levelet kapott az University of Michigantől. Nagy András a Pioneer Venus program egyik résztvevője meghívta, hogy töltsön egy évet Ann Arborban és vegyen részt a Pioneer Venus programmal kapcsolatos elméleti modellezésben. Munkája során egyedülálló adatrendszer állt a rendelkezésére, ezen kívül a világ egyik legnagyobb teljesítményű szuperszámítógépe (CRAY) is elérhető volt a numerikus modellezésre.
1980-1983 között a VEGA előkészületeivel foglalkozott. 1983-tól a fizikai tudomány doktora. Szakterülete űrfizika: Nap-Föld fizika, bolygókutatás, plazmafizika. 1987-ben egyetemi tanár az University of Michigan Légkör és Űrkutatási Tanszékén. 2016-ban a Magyar Tudományos Akadémia külső tagjává választották.